# Königsee
Königsee este un oraș din landul Turingia, Germania.